# Saint Vincent i Grenadyny na Letnich Igrzyskach Olimpijskich 1996
Saint Vincent i Grenadyny na Letnich Igrzyskach Olimpijskich 1996 reprezentowało ośmiu zawodników: siedmiu mężczyzn i jedna kobieta. Był to trzeci start reprezentacji Saint Vincent I Grenadyny na letnich igrzyskach olimpijskich.

## Skład kadry

### Lekkoatletyka
Mężczyźni
- Joel Mascoll – bieg na 100 m – odpadł w eliminacjach
- Eswort Coombs – bieg na 400 m – odpadł w półfinale
- Pamenos Ballantyne – maraton – 95. miejsce
- Kambon Sampson, Joel Mascoll, Eswort Coombs, Kahlil Cato – sztafeta 4 x 100 m – odpadli w eliminacjach
- Eswort Coombs, Thomas Dickson, Eversley Linley, Kambon Sampson – sztafeta 4 x 400 m – odpadli w eliminacjach

Kobiety
- Natalie Martindale – bieg na 100 m – odpadła w eliminacjach